# Karl-Heinz Narjes
Karl-Heinz Narjes (ur. 30 stycznia 1924 w Monachium, zm. 26 stycznia 2015 w Bonn) – niemiecki polityk, prawnik, urzędnik i samorządowiec, działacz Unii Chrześcijańsko-Demokratycznej (CDU), deputowany do Bundestagu, od 1981 do 1989 członek Komisji Europejskiej.

## Życiorys
W 1941 zdał egzamin maturalny. W okresie II wojny światowej służył w Kriegsmarine, w 1944 dostał się do niewoli. Po powrocie do Niemiec studiował prawo na Uniwersytecie Hamburskim. W 1949 i 1953 zdał państwowe egzaminy prawnicze I oraz II stopnia, doktoryzował się w 1952. Pracował w administracji finansowej Bremy, następnie jako urzędnik ministerstwa spraw zagranicznych, a od 1958 w strukturze Komisji Europejskiej. W latach 1963–1968 był dyrektorem biura przewodniczącego KE Waltera Hallsteina, następnie do 1969 kierował departamentem prasy i informacji komisji.
W 1967 wstąpił do Unii Chrześcijańsko-Demokratycznej. W latach 1969–1973 pełnił funkcję ministra gospodarki i transportu w rządzie Szlezwika-Holsztynu, w latach 1971–1973 zasiadał w landtagu tego kraju związkowego. Od 1972 do 1981 sprawował mandat posła do Bundestagu.
W latach 1981–1989 był członkiem Komisji Europejskiej, którą w tym okresie kierowali kolejno Gaston Thorn i Jacques Delors. W pierwszej z nich (1981–1985) odpowiadał m.in. za rynek wewnętrzny, unię celną, reformę podatkową, środowisko i ochronę konsumentów. W drugiej (1985–1989) pełnił funkcję wiceprzewodniczącego, zajmował się sprawami przemysłu, społeczeństwa informacyjnego, nauki i badań naukowych.
W 1989 odznaczony Krzyżem Wielkim II Klasy Orderu Zasługi Republiki Federalnej Niemiec.